# Оксид протактиния(V)-рубидия
Оксид протактиния(V)-рубидия — неорганическое соединение,
двойной оксид протактиния и рубидия
с формулой RbPaO3,
кристаллы.

## Получение
- Спекание стехиометрических количеств оксида протактиния(V) и карбоната рубидия в кислородной атмосфере:

{\displaystyle {\mathsf {Rb_{2}CO_{3}+Pa_{2}O_{5}\ {\xrightarrow {500^{o}C,O_{2}}}\ 2RbPaO_{3}+CO_{2}}}}

## Физические свойства
Оксид протактиния(V)-рубидия образует кристаллы
кубической сингонии,

параметры ячейки a = 0,4368 нм, Z = 1,
структура типа титаната кальция CaTiO3
.